# Coleman (Texas)
Coleman is een plaats (city) in de Amerikaanse staat Texas, en valt bestuurlijk gezien onder Coleman County.

## Demografie
Bij de volkstelling in 2000 werd het aantal inwoners vastgesteld op 5127.
In 2006 is het aantal inwoners door het United States Census Bureau geschat op 4874, een daling van 253 (-4.9%).

## Geografie
Volgens het United States Census Bureau beslaat de plaats een oppervlakte van
16,1 km², waarvan 16,0 km² land en 0,1 km² water. Coleman ligt op ongeveer 519 m boven zeeniveau.

## Plaatsen in de nabije omgeving
De onderstaande figuur toont nabijgelegen plaatsen in een straal van 36 km rond Coleman.